# Yaoshanicus arcus
Yaoshanicus arcus е вид лъчеперка от семейство Шаранови (Cyprinidae). Видът не е застрашен от изчезване.

## Разпространение и местообитание
Разпространен е в Китай (Гуандун, Гуанси и Хайнан).
Обитава сладководни басейни, реки и потоци.

## Описание
На дължина достигат до 8 cm.